# Chrysalis (EP)
Chrysalis é o extended play de estreia do grupo feminino sul-coreano I.O.I, um grupo temporário criado por meio do programa de sobrevivência da Mnet Produce 101, composto por onze trainees de diferentes empresas de entretenimento que promoverão por um ano sob a YMC Entertainment. O álbum foi lançado digitalmente em 4 de maio de 2016 e fisicamente em 9 de maio com o single "Dream Girls" em duas versões, uma edição padrão e uma edição especial.
O mini-álbum foi um sucesso comercial chegando ao número 4 na Gaon Album Chart. O EP vendeu 74.554 cópias físicas em 2016.

## Antecedentes
Em novembro de 2015, Mnet anunciou um novo reality show de sobrevivência, onde 101 trainess de grupos femininos competiriam para estar no Top 11 que eventualmente formariam o grupo I.O.I. Produce 101 terminou em 1 de abril de 2016 e o grupo imediatamente começou os preparativos para sua estreia, começando com a gravação de sua própria versão da música "Crush", uma música produzida por Ryan S. Jhun e tocada pelo Top 22 do Produce 101 no final do show, inicialmente destinado a ser a música de estreia do grupo antes que a YMC Entertainment adiasse sua estreia e anunciasse que gravariam uma música diferente como faixa-título do álbum de estreia.
Em 11 de abril, a YMC Entertainment anunciou que o grupo lançará o álbum em 4 de maio e realizará um mostruário de estreia e uma reunião de fãs no dia seguinte na Jangchung Arena. Em 27 de abril, o título do mini-álbum foi revelado como Chrysalis. O reality show de dois episódios do grupo, Standby I.O.I, mostrou os preparativos do grupo para o álbum, desde a gravação de suas músicas, incluindo a faixa-título "Dream Girls", até a prática da coreografia das músicas e a filmagem do videoclipe. Durante a apresentação de mídia de estreia do grupo realizada em 5 de maio, foi revelado que a integrante Sejeong criou o título do álbum.

## Promoção
Em 5 de maio, o grupo realizou sua primeira apresentação na mídia, onde as garotas discutiram seu álbum e apresentaram suas novas músicas pela primeira vez, incluindo a faixa-título "Dream Girls". Elas também apresentaram músicas do Produce 101, como "24 Hours" e "Yum-Yum". O grupo também apresentou sua própria versão de "Pick Me", "Crush" e "When the Cherry Blossoms Fade", todas incluídas no novo álbum. No mesmo dia, eles fizeram sua estreia oficial no M Countdown, realizando "Knock Knock Knock" e "Dream Girls". Em 10 de maio, elas apareceram no The Show apresentando "When the Cherry Blossoms Fade" e "Dream Girls". Devido a conflitos de interesse, o grupo não se apresentou nos programas musicais dos três principais canais coreanos KBS, MBC e SBS. Em 20 de maio, o grupo fez sua primeira aparição em um programa de música sem TV a cabo Music Bank. Seu produtor, Won Seung-yeon, afirmou que o grupo "sempre é um assunto quente e se sai bem no que faz" e que "não havia motivos reais para excluí-las".  Anteriormente, as meninas também haviam sido excluídas de serem indicadas nos programas musicais dos três canais.

## Composição
A faixa-título "Dream Girls" é uma faixa de trap pop dance produzida por Famousbro e Paul, que também compôs a introdução do álbum "I.O.I". "Dream Girls" foi escrita por Famousbro com partes de rap escritas pelas integrantes Nayoung e Yoojung, as duas integrantes também escreveram a letra de "I.O.I". A música foi escolhida pelas próprias integrantes através de uma votação cega, onde as integrantes escolheram a faixa-título do álbum ouvindo mais de 30 músicas de produtores famosos. Os afiliados da YMC Entertainment afirmaram que as integrantes escolheram sua faixa-título e outras faixas incluídas no álbum sem conhecer os produtores e foram instruídas a escolher músicas que 'combinassem com o time'.
"똑똑똑 (Knock Knock Knock)" é uma faixa de R&B/Pop co-composta por Duble Sidekick, SEION e David Kim, com letras de Duble Sidekick, David Kim e Long Candy.  "Doo-Wap" foi produzida e escrita por earattack. "Crush" é uma faixa Trapical Dutch Funk produzida por Ryan S. Jhun e foi pré-lançada em 5 de abril de 2016 junto com seu videoclipe. A música foi apresentada no final do Produce 101, destinado a ser o primeiro single do grupo. "벚꽃이 지면 (When The Cherry Blossoms Fade)", produzida por Jung Jin-young, é outra música que foi apresentada na final. I.O.I gravou as versões das duas músicas, juntamente com a versão de "Pick Me", que é a faixa final do álbum.

## Desempenho comercial
Chrysalis estreou no número 4 na Gaon Album Chart, enquanto a faixa-título "Dream Girls" estreou no número oito na Gaon Digital Chart e subiu para o número 7 uma semana depois. Todas as outras faixas do álbum também entraram na tabela.
"Dream Girls" se tornou o sétimo vídeo de K-pop mais visto na América e o quarto no mundo em maio.
O EP foi colocado no número 38 na Gaon Album Chart para o final de 2016 com 74.554 cópias físicas vendidas.

## Lista de faixas
| N.º            | Título                                                            | Letras                                               | Música | Arranjo                                                 | Duração |  |
| 1.             | "I.O.I (Intro)"                                                   | Nayoung Yoojung                                      | Famousbro [ a ] Paul Shin Hyun-jin Hong Hye-jin                                                                             | Famousbro Paul                                          | 0:44    |  |
| 2.             | "Dream Girls"                                                     | Famousbro Nayoung Yoojung                            | Famousbro Paul | Famousbro Paul                                          | 3:38    |  |
| 3.             | "Knock Knock Knock" (똑똑똑; Ttok Ttok Ttok)                      | Park Jang-geun (Duble Sidekick) David Kim Long Candy | Park Jang-geun (Duble Sidekick) SEION David Kim                                                                             | SEION                                                   | 3:50    |  |
| 4.             | "Doo-Wap"                                                         | earattack                                            | earattack | earattack OBros NeverEnd                                | 3:21    |  |
| 5.             | "Crush"                                                           | Seo Ji-eum Seo Jung-ah                               | Nermin Harambasic August Rigo Justin Davey Ryan S. Jhun Denzil "DR" Remedios Melanie Fontana Michel Schulz Courtney Woolsey | Justin Davey Michel Schulz Space One [ c ] Ryan S. Jhun | 3:32    |  |
| 6.             | "When the Cherry Blossoms Fade" (벚꽃이 지면; Beotkkochi Jimyeon) | Jinyoung                                             | Jinyoung | ZigZag Note Kang Young-shin                             | 3:23    |  |
| 7.             | "Pick Me"                                                         | Midas-T                                              | Midas-T | DJ KOO Maximite                                         | 3:46    |  |
| Duração total: | Duração total:                                                    | Duração total:                                       | Duração total: | Duração total:                                          | 20:54   |  |

## Desempenho nas tabelas
| Tabela musical (2016)            | Melhor posição |
| -------------------------------- | -------------- |
| Coreia do Sul (Gaon Album Chart) | 4              |
| Taiwan (FIVE-MUSIC Album Chart)  | 5              |

| Tabela musical (Maio de 2016) | Melhor posição |
| ----------------------------- | -------------- |
| Coreia do Sul (Gaon Albums)   | 4              |

## Histórico de lançamento
| Região        | Data              | Formatos         | Distribuidor              |
| ------------- | ----------------- | ---------------- | ------------------------- |
| Várias        | 4 de maio de 2016 | Download digital | YMC Entertainment Kakao M |
| Coreia do Sul | 9 de maio de 2016 | CD               | YMC Entertainment Kakao M |